# Тешо Акінделе
Тешо Акінделе (англ. Tesho Akindele, нар. 31 березня 1992, Калгарі) — канадський футболіст, що грав на позиції нападника. Виступав за низку американських клубів, а також національну збірну Канади.

## Клубна кар'єра
Тешо Акінделе народився 1992 року в місті Калгарі. У 2013 році Акінделе розпочав грати за американську команду USL «Реал Колорадо Фоксес». У 2014 році футболіст перейшов до команди Major League Soccer «Даллас». У складі команди з Далласа канадський футболіст у 2016 році став володарем Відкритого кубка США та переможцем Supporters' Shield.
У 2019 році футболіст перейшов до іншого клубу Major League Soccer «Орландо Сіті», за який грав до 2022 року. У складі «Орландо Сіті» в 2022 році канадський нападник став переможцем Відкритого кубка США. У 2022 році Акінделе спочатку оголосив про завершення кар'єри футболіста, проте в 2024 році поновив виступи на футбольних полях в клубі «Де-Мойн Менас».

## Виступи за збірні
У 2009 року Тешо Акінделе дебютував у складі юнацької збірної Канади, загалом на юнацькому рівні взяв участь у 1 іграх.
У 2015 році Акінделе дебютував у складі національної збірної Канади. У складі збірної був учасником розіграшу Золотого кубка КОНКАКАФ 2015 року та розіграшу Золотого кубка КОНКАКАФ 2021 року. У складі національної збірної грав до 2021 року, провів у її формі 19 матчів, забивши 3 голи.

## Титули і досягнення
- Переможець Відкритого кубка США (1):

«Даллас»: 2016
«Орландо Сіті»: 2022
- Переможець Supporters' Shield (1):

«Даллас»: 2016